# Palestyna na Letnich Igrzyskach Olimpijskich 2008
Palestynę na Letnich Igrzyskach Olimpijskich 2008 reprezentowało czworo zawodników – dwóch mężczyzn i dwie kobiety.
Był to 4. start reprezentacji Palestyny na letnich igrzyskach olimpijskich.

## Skład kadry

### Lekkoatletyka
| Zawodnik        | Konkurencja             | Kwal.    | Kwal. | Ćwierćfinał            | Ćwierćfinał            | Półfinał               | Półfinał               | Finał                  | Finał                  |
| Zawodnik        | Konkurencja             | Wynik    | Poz.  | Wynik                  | Poz.                   | Wynik                  | Poz.                   | Wynik                  | Poz.                   |
| --------------- | ----------------------- | -------- | ----- | ---------------------- | ---------------------- | ---------------------- | ---------------------- | ---------------------- | ---------------------- |
| Nader Al-Massri | bieg na 5000 m mężczyzn | 14:41.10 | 38    |                        |                        |                        |                        | → Nie awansował dalej  | → Nie awansował dalej  |
| Gharid Ghrouf   | bieg na 100 m kobiet    | 13.03    | 71    | → Nie awansowała dalej | → Nie awansowała dalej | → Nie awansowała dalej | → Nie awansowała dalej | → Nie awansowała dalej | → Nie awansowała dalej |

### Pływanie
| Zawodnik     | Konkurencje                   | Kwal. | Kwal. | Półfinał               | Półfinał               | Finał                  | Finał                  |
| Zawodnik     | Konkurencje                   | Wynik | Poz.  | Wynik                  | Poz.                   | Wynik                  | Poz.                   |
| ------------ | ----------------------------- | ----- | ----- | ---------------------- | ---------------------- | ---------------------- | ---------------------- |
| Hamza Abdo   | 50 m stylem dowolnym mężczyzn | 25.60 | 73    | → Nie awansował dalej  | → Nie awansował dalej  | → Nie awansował dalej  | → Nie awansował dalej  |
| Zakia Nassar | 50 m stylem dowolnym kobiet   | 31.97 | 79    | → Nie awansowała dalej | → Nie awansowała dalej | → Nie awansowała dalej | → Nie awansowała dalej |